# Aston Martin DB2
La DB2 è un'autovettura coupé prodotta dalla casa britannica Aston Martin dal 1950 al 1953.

## Contesto

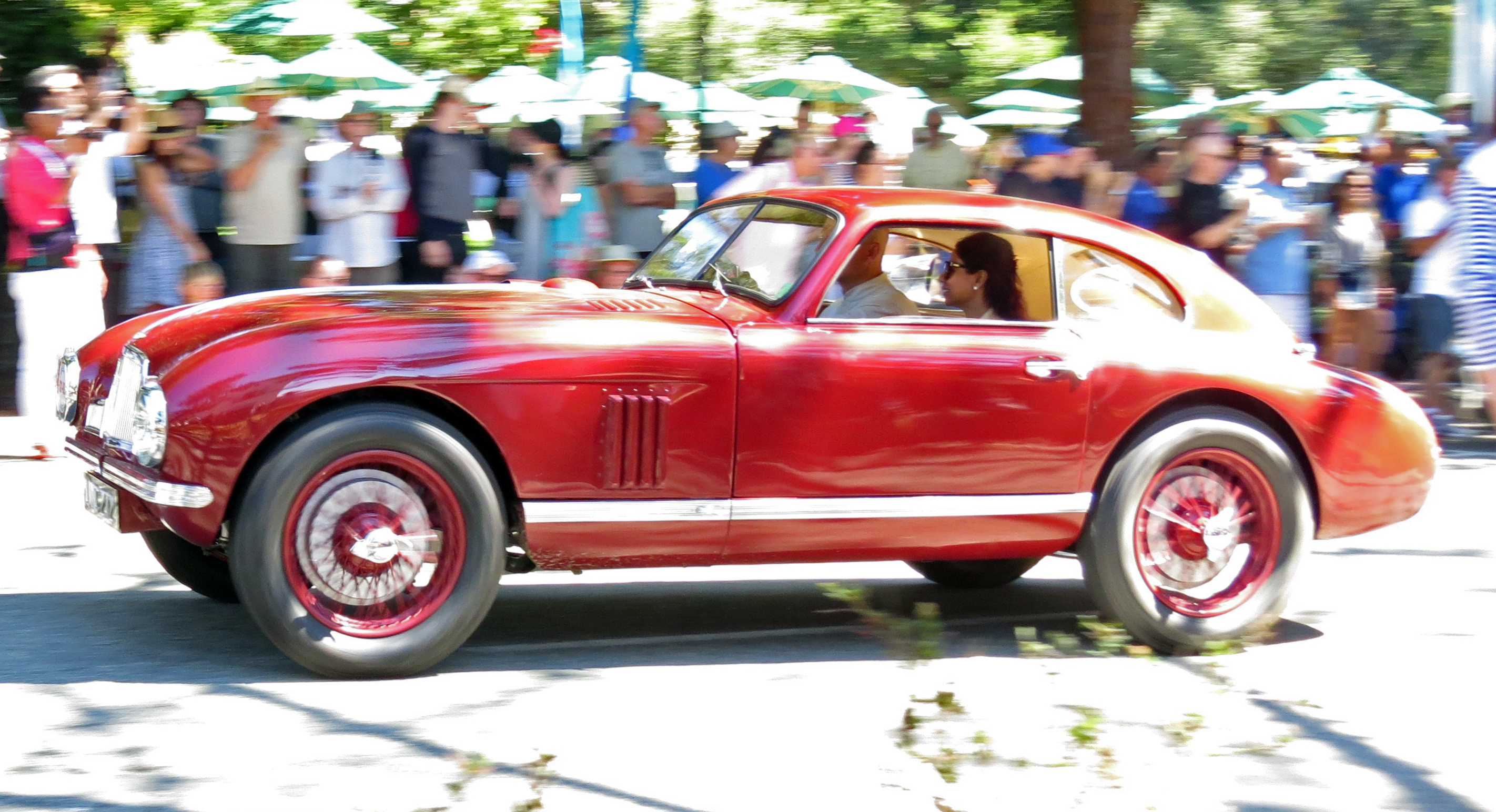
Prototipo del 1949

Con la presentazione, nel 1949, di un prototipo della DB2, avvenuto alla 24 Ore di Le Mans, prese avvio la serie di vetture dotate del motore 6 cilindri (2580 cm³, 105 CV) con doppio albero a camme progettato da Walter Owen Bentley per la Lagonda. Il modello definitivo venne successivamente presentato al salone automobilistico di New York nel 1950. L'anno successivo venne presentata una versione potenziata della DB2, denominata Vantage. Nel 1953 venne introdotto il modello DB2/4, il quale poteva ospitare quattro passeggeri.

## Tecnica
La carrozzeria era realizzata in alluminio dalla Tickford, altra azienda del gruppo di David Brown. Il telaio tubolare era in acciaio e venne progettato da Frank Freeley, il quale gli fece assumere la sostanza di una coupé a due porte. Le sospensioni erano dotate di molle elicoidali.

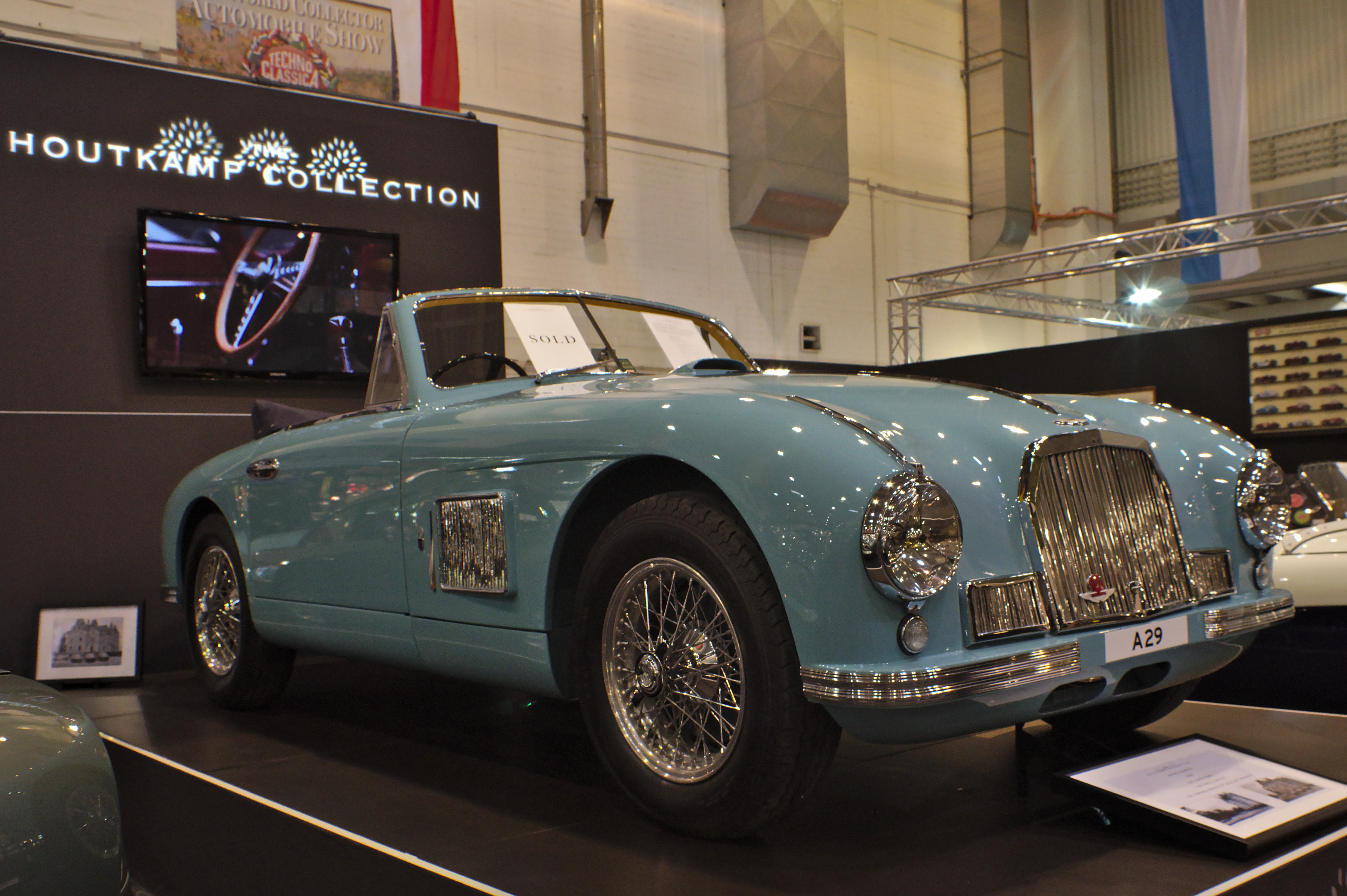
La versione cabriolet

Diversi esemplari sono stati realizzati in versione cabriolet, mantenendo immutata la meccanica di base.

## Attività sportiva
Tre modelli della DB2 vennero iscritti alla 24 Ore di Le Mans del 1949, ma uno di essi fu coinvolto in un incidente in cui perse la vita il pilota Pierre Marechal.

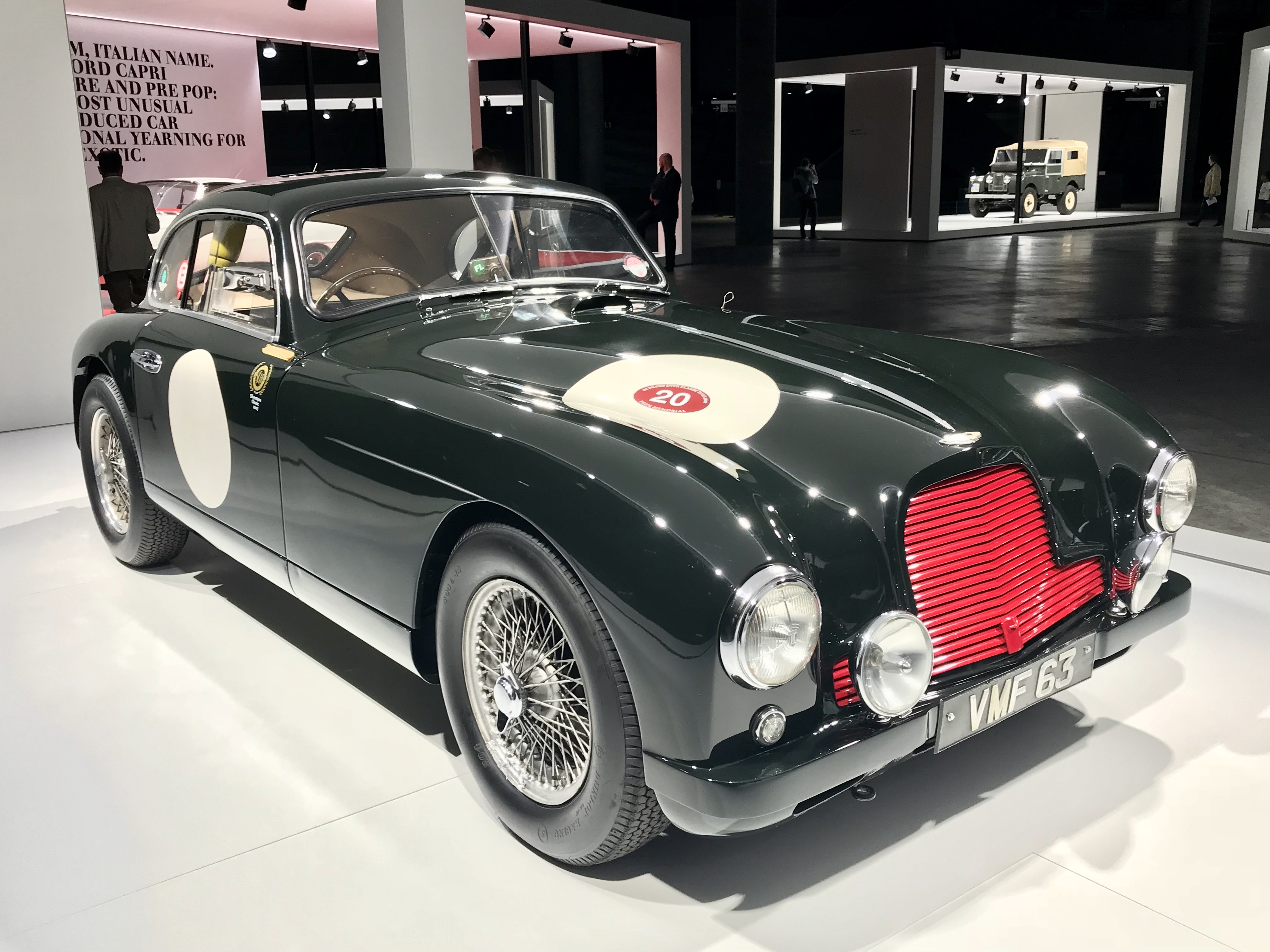
Aston Martin DB2 da competizione

L'anno successivo, sempre nella stessa corsa, le medesime vetture vennero iscritte nuovamente. La potenza, grazie a un aumento della compressione e a un nuovo terminale di scarico, venne aumentata fino a 125 CV. Venne incrementata anche la capienza del serbatoio, fu introdotto un nuovo bocchettone per il carburante e vennero eliminati tutti i pannelli fonoassorbenti per diminuire drasticamente il peso. Le tre vetture vennero dipinte di verde intenso e designate con le sigle identificative VMF 63, VMF 64 e VMF 65. Tra i piloti ingaggiati per pilotare le vetture si distinsero Reg Parnell e Jack Fairman, mentre come team manager venne nominato John Wyer. Durante le prove, la VMF 65 di Fairman venne coinvolta in un incidente e dovette essere sostituita con uno dei prototipi della DB2, il quale però si guasto poco tempo dopo l'avvio della gara a causa di noie all'albero motore. Le due DB2 superstiti arrivarono quinta e sesta assoluta, conquistando in questo modo la vittoria della rispettiva categoria di appartenenza. La VMF 64 conquistò anche il trofeo per la migliore performance. Dopo Le Mans, le tre DB2, una volta che la VMF 65 fu riparata, parteciparono al Tourist Trophy, vincendo nella classe riservata alle vetture tre litri. Tutti gli esemplari sono sopravvissuti fino ai nostri giorni.